# جاك باركر
جاك باركر (بالإنجليزية: Jack Barker)‏ (27 فبراير 1906 في المملكة المتحدة - 20 يناير 1982) هو مدرب كرة قدم ولاعب كرة قدم بريطاني في مركز الدفاع. شارك مع منتخب إنجلترا لكرة القدم. أما مع النوادي، فقد لعب مع ديربي كاونتي ودنابي يونايتد.

## وصلات خارجية
- جاك باركر على موقع ناشيونال فوتبول تيمز (الإنجليزية)
- جاك باركر على موقع Soccerbase.com (لاعب) (الإنجليزية)
- جاك باركر على موقع Soccerbase.com (مدرب) (الإنجليزية)